# Planetella subaptera
Planetella subaptera är en tvåvingeart som beskrevs av Ephraim Porter Felt 1926. Planetella subaptera ingår i släktet Planetella och familjen gallmyggor. Inga underarter finns listade i Catalogue of Life.